# الإسلام في بورتوريكو

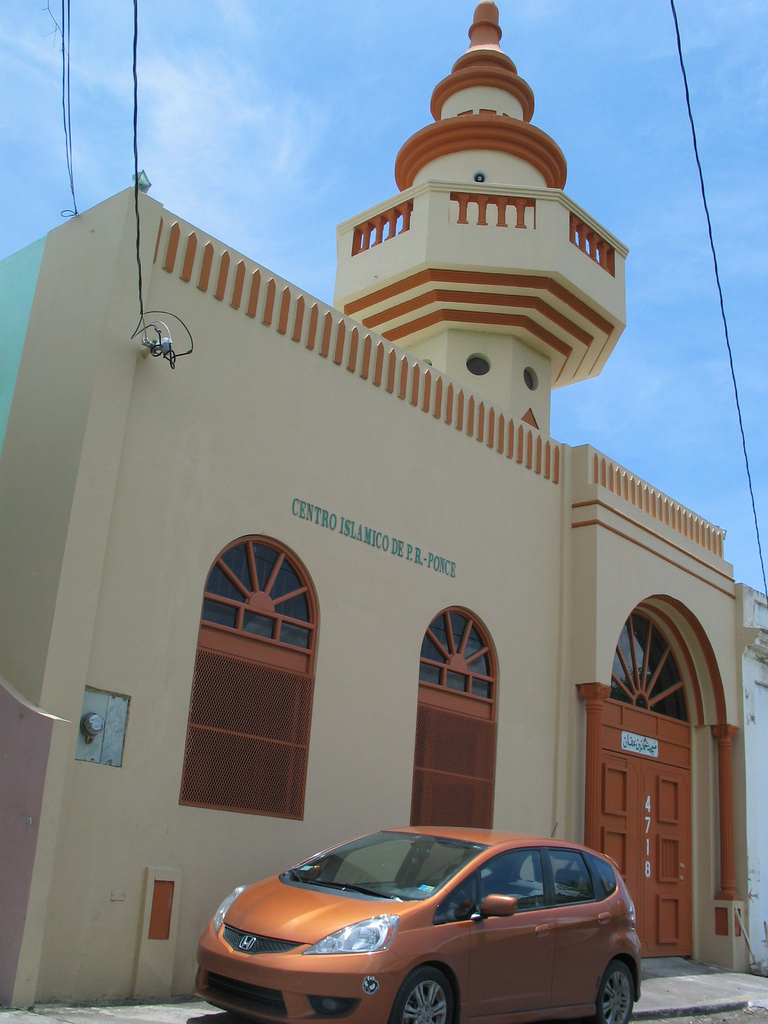
مركز إسلامي في بونس

تاريخ الإسلام في بورتوريكو مرتبط بتاريخ الإسلام في جزر الكاريبي.

## تاريخ
وصلها الإسلام قديما مع وصول الأسبان في بداية القرن العاشر الهجري، حيث وصلها مع المورسكيين، وهي طائفة كانت تخفي إسلامها، ولكن هذه الموجة الضعيفة تلاشت في خضم الأحداث الاستعمارية، وذابت أمام قسوة محاكم التفتيش. أول جماعة كبيرة من المسلمين في بورتوريكو تكونت من الفلسطينيين الذين وصلوا إليها بين 1958 و1962. إضافة إلى ذلك فإن ببورتوريكو عدد من اللاجئين من سوريا، الشام ولبنان.

## ديموغرافيا
في عام 2007, بلغ عدد مسلمي بورتوريكو حوالي 5000, أي 0.1% من مجموع السكان. وقد تطور هذا العدد كالآتي:
0 في 1940, 2000 (0.07%) في 1970, 3000 (0.09%) في 1980, 4500 (0.13%) في 1990, و5000 (0.14%) في 2010.

### التوزيع
يعيش معظم مسلمي بورتوريكو في الجزيرة الرئيسية، بينما تعيش عائلة مسلمة واحدة في بيكيس، ولا شيء في كولييرا.

### الأوضاع الاقتصادية والاجتماعية
للمسلمين في بورتوريكو سمعة طيبة بين السكان، كما أن لهم ارتباطًا وثيقًا بالقضايا العربية الإسلامية.
معظم أفراد الأقلية المسلمة تجار، منهم فئة غنية تمتلك المحلات التجارية كما تمتلك رؤوس الأموال الضخمة وهناك فئة من التجار المتجولين وهي فئة فقيرة، ومن الأقلية المسلمة في بويرتوريكو مجموعة من الطلاب وبعض أساتذة جامعة بويرتوريكو، وتتركز الجالية المسلمة في العاصمة سان جوان وفي مدن: بونسي، وارسيبو، ريوبدراسي.
ولكن وضعهم سيئ فلقد غير بعضهم أسماءهم وشاع بينهم الزواج المختلط، وأهملوا تعليم أبناءهم تعليمًا إسلاميًا، إن حالة التفكك مسؤولة عن هذا التقصير، فهم بحاجة إلى ترشيد.

### الهيئات الإسلامية
لا وجود للهيئات الإسلامية في بورتوريكو، ولكن هناك هيئات تقوم على أسس قومية منها النادي العربي في مدينة ريوبدراس في ضواحي العاصمة سان جوان.